# Еловское сельское поселение (Пермский край)
Еловское се́льское поселе́ние — муниципальное образование в Еловском районе Пермского края Российской Федерации.
Административный центр — село Елово.

## География
Площадь территории Еловского сельского поселения составляет 35 829 га.
По территории проходит дорога с асфальтовым покрытием, соединяющая республику Удмуртия с Пермью, Свердловской областью, пролегают нефте-, газо- и продуктопроводы.
Недостатком географического положения является некоторая удаленность от железной дороги и бедность полезными ископаемыми.
Расстояние до краевого центра г. Пермь 203 км.

## История
Статус и границы сельского поселения установлены Законом Пермской области от 10 ноября 2004 года № 1761-364 «Об утверждении границ и о наделении статусом муниципальных образований Еловского района Пермской области»
12 сентября 2011 года, три граничащих между собой муниципальных образований — Еловское сельское поселение, Крюковское сельское поселение и Плишкаринское сельское поселение объединены в Еловское сельское поселение.

## Население
| 2009  | 2010  | 2011  | 2012  | 2013  | 2014  | 2015  |
| ----- | ----- | ----- | ----- | ----- | ----- | ----- |
| 6494  | ↘5771 | ↘5755 | ↗6526 | ↘6401 | ↘6253 | ↘6132 |
| 2016  | 2017  | 2018  | 2019  | 2020  |       |       |
| ↗6167 | ↘6109 | ↘6079 | ↘6013 | ↘5895 |       |       |

## Состав сельского поселения
| №  | Населённый пункт | Тип населённого пункта       | Население |
| -- | ---------------- | ---------------------------- | --------- |
| 1  | Барановка        | деревня                      | 142       |
| 2  | Берёзовка        | деревня                      | 118       |
| 3  | Елово            | село, административный центр | ↘4844     |
| 4  | Кресты           | деревня                      | 125       |
| 5  | Крюково          | село                         | 400       |
| 6  | Неволино         | деревня                      | 28        |
| 7  | Норочье          | деревня                      | 34        |
| 8  | Плишкари         | село                         | 393       |
| 9  | Сивяки           | деревня                      | 24        |
| 10 | Тойкино          | деревня                      | 94        |

## Местное самоуправление
- Представительный орган муниципального образования — Совет депутатов Еловского сельского поселения;
- высшее выборное должностное лицо муниципального образования — глава Еловского сельского поселения;
- исполнительно-распорядительный орган муниципального образования — администрация Еловского сельского поселения, её деятельностью руководит глава администрации поселения.

## Экономика
Относится к аграрному типу. Специализация молочно-зерновая.
Приоритетными направлениями развития поселения как и района в целом являются создание условий для эффективной деятельности агропромышленного комплекса.